# Take Me to the River
«Take Me to the River» es una canción de 1974 escrita por el cantante Al Green y el guitarrista Mabon "Teenie" Hodges. Las versiones exitosas fueron grabadas por Syl Johnson, Talking Heads y Delbert McClinton. En 2004, la versión original de Green ocupó el puesto número 117 en la lista de la revista Rolling Stone de las 500 mejores canciones de todos los tiempos de Rolling Stone. La grabación de Green de 1974 fue incluida en el Salón de la Fama de los Grammy en 2011.

## Grabación y composición
Al Green grabó originalmente la canción para su álbum de 1974, Al Green Explores Your , producido por Willie Mitchell y con la participación de los músicos Charles, Leroy y Mabon "Teenie" Hodges (de The Hodges Brothers), el baterista Howard Grimes y los Memphis Horns. Green y Mabon Hodges escribieron la canción mientras se alojaban en una casa alquilada en Lake Hamilton, Arkansas, durante tres días en 1973 para crear nuevo material. Según Mitchell, Green escribió la letra y Green y Hodges escribieron la melodía juntos.
Green dedicó su actuación en el disco a "...Little Junior Parker, un primo mío, se ha ido, pero nos gustaría seguir en su nombre". Según un escritor, "la canción de Green cuadra las primeras convicciones religiosas del cantante con intereses más terrenales", pero cuando el cantante se convirtió en pastor de la Iglesia Tabernáculo del Evangelio Completo en 1976, eliminó la canción de su repertorio. La canción fue lanzada como sencillo en los EE. UU. en 1982, en la "Motown Yesteryear Series".

## Créditos y personal
- Al Green – voz principal
- Mabon "Teenie" Hodges – guitarra
- Leroy Hodges – bajo
- Charles Hodges – órgano, piano
- Howard Grimes – batería
- Archie Turner, Michael Allen – piano
- Andrew Love, Ed Logan – saxofón
- James Mitchell – arreglos musicales
- Wayne Jackson – trompeta
- Jack Hale, Sr. – trombón
- The Memphis Strings – instrumentos de cuerda

## Versiones y legado

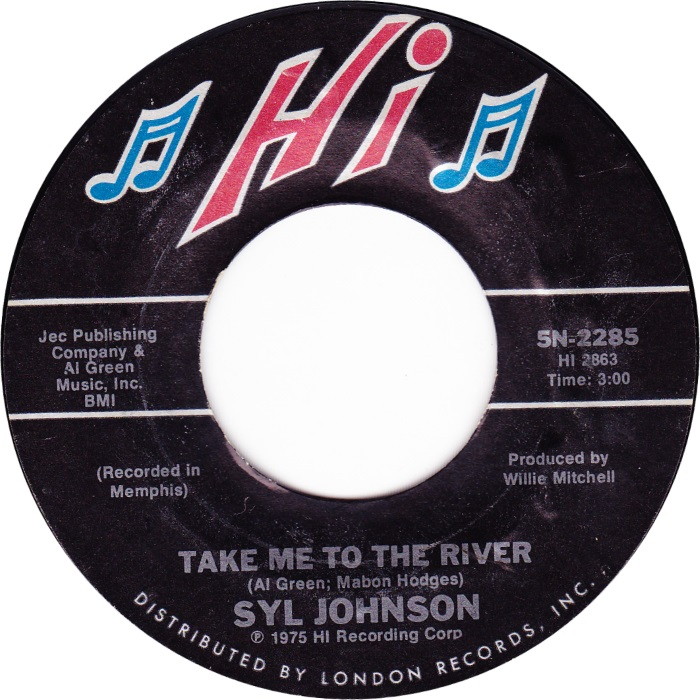
Vinilo de la versión de 1975 de Syl Johnson.

La compañía discográfica, Hi Records, no lanzó la canción de Green como sencillo, sino que se la pasó a su compañero de sello, Syl Johnson. La grabación de Johnson de la canción, también fue producida por Willie Mitchell y con la mayoría de los mismos músicos que en la versión de Green, incorporando una armónica adicional y una interpretación vocal más áspera, alcanzó el puesto número 48 en el Billboard Hot 100 en Estados Unidos en 1975, y el número 7 en la lista Billboard R&B.
El sencillo ha sido versionado por numerosos cantantes a lo largo de los años: la banda de rock Foghat quién grabó la canción para su álbum de 1976, Night Shift. Levon Helm y Bryan Ferry la regrabaron por separado para sus propios álbumes en solitario, Levon Helm y The Bride Stripped Bare, respectivamente. Annie Lennox incluyó la canción en su álbum de versiones de 1995, Medusa. Bruce Springsteen y  E Street Band interpretaron la canción junto con otras canciones como parte de la presentación en vivo de 20 minutos de "Tenth Avenue Freeze-Out" en el concierto de Detroit de 1999 durante la Gira de Reunión 1999-2000.
En 2024, Lorde lanzó una versión de la canción como sencillo para el álbum tributo a Talking Heads, Everyone's Getting Involved: A Tribute to Talking Heads' Stop Making Sense.

### Versión de Talking Heads
La banda Talking Heads grabó la canción para su segundo álbum More Songs About Buildings and Food (1978). Su versión, grabada con el coproductor Brian Eno en Nassau, Bahamas, fue inicialmente resistida por Byrne quien sentía que la banda no debería lanzar una versión. Finalmente convencido, Eno sugirió que tocaran la canción lo más lento posible, antes de añadirle sus propios efectos. La canción fue editada y lanzada como sencillo, y alcanzó el puesto número 26 en la lista estadounidense Billboard Hot 100 en febrero de 1979, además de llegar a las listas de sencillos en Canadá, Australia y Nueva Zelanda. Thomas Ryan escribió De la versión de Talking Heads, que "rompió el statu quo al combinar los mejores ingredientes de la música pop convencional y el soul clásico, mezclándolos y luego presentándolos bajo la apariencia del punk rock".

#### Historial en listas
| Lista (1978–1979)         | Mejor posición |
| ------------------------- | -------------- |
| Australian Singles Chart  | 58             |
| Canadian Singles Chart    | 34             |
| New Zealand Singles Chart | 20             |
| Billboard Hot 100         | 26             |